# Liste der Monuments historiques in Boulogne-Billancourt
Die Liste der Monuments historiques in Boulogne-Billancourt führt die Monuments historiques in der französischen Gemeinde Boulogne-Billancourt auf.

## Liste der Bauwerke
| Bezeichnung                   | Beschreibung | Standort                                                                                    | Kennzeichnung | Schutzstatus | Datum | Bild           |
| ----------------------------- | ------------ | ------------------------------------------------------------------------------------------- | ------------- | ------------ | ----- | -------------- |
| Atelier Dora Gordine          |              | 21, rue du Belvédère (Lage)                                                                 | PA00088069    | Inscrit      | 1975  |                |
| Atelier Lipchitz              |              | 9, allée des Pins (Lage)                                                                    | PA00088070    | Inscrit      | 1975  |                |
| Bibliothèque Marmottan        |              | 39, rue Denfert-Rochereau 7, place Denfert-Rochereau 15, 17, 19, rue Salomon-Reinach (Lage) | PA00088071    | Inscrit      | 1984  | weitere Bilder |
| Schloss Buchillot             |              | 10, 12, rue de l’Abreuvoir 1, rue des Victoires (Lage)                                      | PA00088072    | Inscrit      | 1951  | weitere Bilder |
| Domäne Albert Kahn            |              | 14, rue du Port (Lage)                                                                      | PA92000023    | Inscrit      | 2015  | weitere Bilder |
| Schloss Rothschild            |              | 1ter, boulevard Anatole-France (Lage)                                                       | PA92000003    | Inscrit      | 1997  | weitere Bilder |
| Kirche Notre-Dame-des-Menus   |              | Rue de l’Église (Lage)                                                                      | PA00088073    | Classé       | 1862  | weitere Bilder |
| Hôtel de ville                |              | 26, avenue André-Morizet (Lage)                                                             | PA00088077    | Inscrit      | 1975  | weitere Bilder |
| Hôtel Walewska                |              | 7, rue de Montmorency (Lage)                                                                | PA00088074    | Inscrit      | 1986  |                |
| Haus Molitor                  |              | 24, rue Nungesser-et-Coli 23, rue de la Tourelle (Lage)                                     | PA00088075    | Classé       | 2017  |                |
| Haus                          |              | 7, rue du Parchamp (Lage)                                                                   | PA00088076    | Inscrit      | 1978  |                |
| Haus                          |              | 2, rue Salomon-Reinach 18bis, avenue Robert-Schumann (Lage)                                 | PA00088083    | Inscrit      | 1975  |                |
| Haus                          |              | 5, rue de Montmorency (Lage)                                                                | PA00088081    | Inscrit      | 1965  |                |
| Haus Alfred Lombard           |              | 2, rue Gambetta 1bis, rue Jean-Baptiste-Clément (Lage)                                      | PA00088080    | Inscrit      | 1975  | weitere Bilder |
| Haus Collinet                 |              | 8, rue Denfert-Rochereau (Lage)                                                             | PA00088079    | Inscrit      | 1984  |                |
| Haus Cook                     |              | 6, rue Denfert-Rochereau (Lage)                                                             | PA00088078    | Inscrit      | 1972  |                |
| Haus von Joseph Bernard       |              | 24, avenue Robert-Schuman (Lage)                                                            | PA92000005    | Inscrit      | 2000  |                |
| Maison Mietschaninoff         |              | 7, allée des Pins (Lage)                                                                    | PA00088082    | Inscrit      | 1975  |                |
| Synagoge Boulogne-Billancourt |              | 43, rue des Abondances (Lage)                                                               | PA00088084    | Inscrit      | 1986  | weitere Bilder |

## Liste der Objekte
- Monuments historiques (Objekte) in Boulogne-Billancourt in der Base Palissy des französischen Kultusministeriums